# Ivan Večtomov
Ivan Večtomov (celým jménem Ivan Nikolajevič Večtomov, rusky Иван Николаевич Вечтомов, 22. ledna 1902, Jekatěrinburg — 25. dubna 1981, Praha) byl český hudební skladatel a violoncellista ruského původu. Byl otcem českého violoncellisty Alexandra (Saši) a kytaristy Vladimíra Večtomova a strýc Nikolaje Večtomovа.

## Hudební činnost
Studoval na Pražské konzervatoři u Julia Lunka a Ladislavа Zelenky, a poté v letech 1928-1930 v Paříži u Diranа Alexanianа. Od roku 1931 byl violoncellistou Pražského kvarteta. Od roku 1945 byl koncertním mistrem České filharmonie.
V roce 1949 byl interpretem premiéry Concertina pro violoncello, dechy, bicí a klavír Bohuslavа Martinů pod vedením Václava Neumanna.
Od roku 1951 vyučoval na Pražské konzervatoři.